# بابونه بیشه‌زار خراسانی
بابونه بیشه‌زار خراسانی (نام علمی: Anthemis triumfettii subsp. khorasanica) نام یک گونه از سرده بابونه است.